# İntiqam Əliyev
İntiqam Əliyev – azerski prawnik i obrońca praw człowieka. Wraz z innymi obrońcami praw człowieka, został w połowie 2014 roku uwięziony w ramach ogólnokrajowych represji. Aresztowanie Əliyeva jest powszechnie uznane za aresztowanie motywowane politycznie. Əliyev doprowadził szereg spraw przeciwko azerbejdżańskim władzom przed Europejski Trybunał Praw Człowieka.
Od 1998 roku aż do aresztowania, Əliyev prowadził Towarzystwo Edukacji Prawnej (LES), które udzielało pomocy prawnej niezamożnym i marginalizowanym obywatelom kraju, monitorowało reformy prawne oraz świadczyło wsparcie prawne i informacyjne organizacjom pozarządowym i mediom. 22 kwietnia 2015 r. został skazany na siedem i pół roku pozbawienia wolności. Sąd uznał go za winnego defraudacji oraz nadużyć na wielką skalę, nielegalnej działalności oraz uchylania się od płacenia podatków. Amnesty International uznało go więźniem sumienia. 28 marca 2016 roku Sąd Najwyższy nakazał jego uwolnienie i już wieczorem tego samego dnia İntiqam Əliyev wyszedł na wolność.

## Nagrody
- 2012: Nagroda Homo Homini za jego pracę w zakresie praw człowieka;
- 2014 (październik): Nagroda Wolności imienia Andrieja Sacharowa  przyznawana przez Norweski Komitet Helsiński, wraz z Leylą Yunus, Rəsulem Cəfərovem i innymi więźniami politycznymi w Azerbejdżanie[7]. Ponieważ był w więzieniu, nagrodę odebrały jego dzieci.
- 2015 (październik): Nagroda Praw Człowieka przyznana przez Międzynarodowe Stowarzyszenie Prawników, za wybitne zasługi dla praw człowieka[8]. Ponieważ był w więzieniu, nagrodę odebrały jego dzieci.
- 2016 (luty): Nagroda Praw Człowieka przyznana przez Radę Adwokatów i Stowarzyszeń Prawniczych Europy (CCBE), za poświęcenie „swojego życia ochronie praw jednostek przed represyjnym systemem azerbejdżańskiego rządu” oraz zapewnianie od kilku dekad „prawnej pomocy i reprezentacji dla politycznie prześladowanych”[9][10]. Ponieważ był w więzieniu, nagrodę odebrał jego dzieci.